# Ilon Wikland
Maire-Ilon Wikland, ur. Maire-Ilon Pääbo (ur. 5 lutego 1930 w Tartu) – szwedzka ilustratorka estońskiego pochodzenia, autorka ilustracji do książek Astrid Lindgren.

## Życiorys
Urodziła się 5 lutego 1930 w Tartu jako Maire-Ilon Pääbo w rodzinie inżyniera Maxa Pääbo i artystki Vidy Juse. Po rozwodzie rodziców, w wieku ośmiu lat Ilon zaczęła mieszkać u dziadków w Haapsalu. W 1944 roku wyemigrowała do Szwecji i zamieszkała w Sztokholmie u ciotki. Studiowała w szkołach artystycznych w Szwecji, Paryżu i Londynie.
W 1951 roku wyszła za mąż za Stiga Wiklanda. Gdy dwa lata później ubiegała się o pracę ilustratora w wydawnictwie Rabén & Sjögren, poznała Astrid Lindgren, która polubiła jej styl. Początkiem czterdziestoletniej współpracy Lindgren i Wikland była seria ilustracji do powieści Mio, mój Mio. Ilustracje Wikland pojawiły się także w polskich wydaniach książek Lindgren. Z początku Wikland tworzyła czarno-białe ilustracje, jednak z czasem skupiła się na pracy akwarelą i pastelami. Poza współpracą z Lindgren, ilustrowała także książki m.in. Hansa Petersona, baśnie braci Grimm i Hansa Christiana Andersena. Z kolei w 2005 roku rozpoczęła współpracę z pisarzem Markiem Levengoodem. W lutym 2001 została odznaczona Orderem Gwiazdy Białej III klasy.
W 1993 roku powstał krótki film o Wikland pod tytułem Ilon. W 2009 roku w Haapsalu założono muzeum dla dzieci poświęcone twórczości ilustratorki.

## Wybrana twórczość
Za źródłem:
- Mio mój Mio – Astrid Lindgren
- Dzieci z Bullerbyn – Astrid Lindgren
- Dzień Dziecka w Bullerbyn – Astrid Lindgren
- Gwiazdka w Bullerbyn – Astrid Lindgren
- Wiosna w Bullerbyn – Astrid Lindgren
- Bracia Lwie Serce – Astrid Lindgren
- Braciszek i Karlsson z dachu – Astrid Lindgren
- Karlsson z dachu lata znów – Astrid Lindgren
- Latający szpieg czy Karlsson z dachu – Astrid Lindgren
- Ronja, córka zbójnika – Astrid Lindgren
- Dzieci z ulicy awanturników – Astrid Lindgren
- My na wyspie Saltkråkan – Astrid Lindgren
- Południowa Łąka i inne opowiadania – Astrid Lindgren
- Madika z Czerwcowego Wzgórza – Astrid Lindgren
- Nils Paluszek – Astrid Lindgren